# Олегер Пресас
Олегер Пресас (ісп. Oleguer Presas, нар. 2 лютого 1980, Сабадель) — іспанський футболіст, що грав на позиції захисника, зокрема, за клуби «Барселона» та «Аякс».
Дворазовий чемпіон Іспанії. Дворазовий володар Суперкубка Іспанії з футболу. Володар Кубка Нідерландів. Чемпіон Нідерландів. Переможець Ліги чемпіонів УЄФА.

## Клубна кар'єра
Народився 2 лютого 1980 року в місті Сабадель. Вихованець футбольної школи клубу «Граменет». Дорослу футбольну кар'єру розпочав 1999 року в основній команді того ж клубу, в якій провів два сезони, взявши участь у 41 матчі чемпіонату.
2001 року перейшов до «Барселони», де свій перший сезон провів у складі другої команди клубу. З 2002 року почав залучатися до складу основної команди «Барси». З 2004 року став стабільним гравцем основного складу, причому міг як використовуватися на правому фланзі захисту, так й складати з Карлесо Пуйолєм пару центральних захисників.
Своєю грою за останню команду привернув увагу представників тренерського штабу клубу «Барселона», до складу якого приєднався 2002 року. Відіграв за каталонський клуб наступні шість сезонів своєї ігрової кар'єри. За шість сезонів, проведених у складі «Барселони», двічі виборював титул чемпіона Іспанії, двічі ставав володарем Суперкубка Іспанії з футболу, виходив переможцем Ліги чемпіонів УЄФА. Значну частину сезону 2007/08 пропустив через травму, після чого залишив каталонського гранда.
Влітку 2008 року його новою командою став амстердамський «Аякс», якому трансфер іспанця обійшовся у три мільйони євро. Розпочинав виступи в Нідерландах як гравець основного складу, однак насамперед лише через травми деяких інших виконавців. З наступного сезону 2009/10 був витіснений з «основи», місця в якій забронювала пара молодих бельгійців Тобі Алдервейрелд і Ян Вертонген. Після завершення дії трирічного контракту з «Аяксом» влітку 2011 року залишив команду і невдовзі вирішив завершити ігрову кар'єру.

## Виступи за збірну
2004 року дебютував в офіційних матчах у складі невизнаної ФІФА і УЄФА збірної Каталонії. Був одним з активних адвокатів ідеї існування окремої каталонської збірної, загалом до 2009 року провів у її складі 6 матчів.

## Титули і досягнення
- Переможець Ліги чемпіонів УЄФА (1):

«Барселона»: 2005–2006
- Чемпіон Іспанії (2):

«Барселона»: 2004–2005, 2005–2006
- Володар Суперкубка Іспанії з футболу (2):

«Барселона»: 2005, 2006
- Володар Кубка Нідерландів (1):

«Аякс»: 2009–2010
- Чемпіон Нідерландів (1):

«Аякс»: 2010–2011